# August Krakau
August Krakau (12 de septiembre de 1894 - 7 de enero de 1975) fue un altamente condecorado Generalleutnant en la Wehrmacht durante la Segunda Guerra Mundial. También fue galardonado con la cruz de Cruz de caballero de la cruz de hierro. Se le fue otorgada por reconocer su extrema valentía en combate o liderazgo militar exitoso. Fue capturado por las tropas británicas en 1945 y fue prisionero hasta 1947.

## Premios y condecoraciones
- Cruz de Hierro (1914)
  - 2.ª Clase (17 de junio de 1917)
  - 1.ª Clase (18 de mayo de 1918)
- Medalla de herido (1914)
  - En Negro (10 de junio de 1918)
- Cruz al mérito militar (Baviera) 2.ª Clase con espadas (25 de junio de 1917)
- Cruz al mérito militar (Austria-Hungría) (2 de mayo de 1918)
- Cruz de honor de la Guerra Mundial 1914/1918
- Medalla de Anschluss
- Cruz de Hierro (1939)
  - 2.ª Clase (12 de junio de 1940)
  - 1.ª Clase (25 de junio de 1940)
- Orden de la Cruz de Libertad 1.ª Clase con espadas (15 de mayo de 1943)
- Cruz de caballero de la Cruz de hierro el 21 de junio de 1941 como Oberst y comandante de Gebirgsjäger-Regimiento 85[1]
- Mencionado dos veces en el Wehrmachtbericht (11 de junio de 1941 y 24 de agosto de 1943)
- Ärmelband Kreta